# Can Salamanya (Vilobí d'Onyar)
Can Salamanya és una masia del municipi de Vilobí d'Onyar (Selva) orientat en direcció sud-oest. És una construcció amb planta en forma de "L" de dos pisos amb vessants a façana i cornisa catalana. Forma part de l'Inventari del Patrimoni Arquitectònic de Catalunya.

## Descripció
El cos principal té una façana amb dos portals d'entrada. Un d'ells és quadrangular amb llinda monolítica i l'altre és amb impostes i amb la llinda de pedra nova. A la planta baixa hi ha una obertura d'arc de mig punt que porta la data inscrita de 1583. Sobre el portal quadrangular hi ha una finestra amb impostes i arc conopial i, a la seva dreta una amb llinda monolítica amb motiu ornamental de fulla de roure. La resta d'obertures segueixen aquesta tipologia de motiu ornamental de fulla de roure però són de nova factura. Sobre el portal amb impostes hi ha un balcó amb barana de ferro forjat. També es pot veure un rellotge de sol pintat nou a l'extrem dret.
A l'interior, força restaurat, trobem una bonica porta traslladada del seu emplaçament original, amb guardapols i petxines als extrems. Al pis superior n'hi ha una altra amb llinda monolítica que porta la inscripció "ANNA TAPIOEA MVLLER DE IVAN CALAMANYA 1584". A la planta baixa es conserva una gran sala amb volta rebaixada amb llunetes, que ha estat repicada per deixar el rajol vist. El costat dret de l'edifici mostra un seguit de contraforts, un total de cinc, que aguanten la pressió d'aquesta volta. La façana posterior té adossats diversos cossos de servei i enfront s'hi ha fet una casa nova on hi viuen els propietaris. Al costat hi ha l'edifici de les quadres.

## Història
La casa és esmentada al capbreu de Vilobí l'any 1338, tot i que l'edifici actual és posterior. La restauració de la casa és obra del mateix propietari que en els últims cinc anys ha anat condicionant els diferents espais. A principis del segle XXI hi ha la previsió de començar obres a l'ala transversal, és a dir, l'espai destinat a quadres.